# خانه نیشابوری
خانه نیشابوری مربوط به اواخر دوره پهلوی اول است و در تبریز، خیابان فردوسی، کوچه اردبیلی‌ها واقع شده و این اثر در تاریخ ۸ مرداد ۱۳۸۱ با شمارهٔ ثبت ۶۰۲۲ به‌عنوان یکی از آثار ملی ایران به ثبت رسیده‌است.
این بنا از دو طبقه تشکیل یافته‌است که حیاط آن در قسمت جنوبی واقع شده و یک حوض بیضی شکل نیز در وسط آن قرار گرفته‌است. جبهه جنوبی حیاط، طاق نماهای آجری و در جبهه شرقی ساختمان یک بنای دو طبقه وجود دارد که طبقه همکف آن دارای دو اتاق می‌باشد که از طریق راهروی میانی به آن دسترسی دارد.
ورودی به ساختمان از سمت جبهه شرقی، از طریق ک. چه مجاور است، که به واسطه یک دالان به حیاط منتهی می‌شود.
ورودی به زیرزمین بنای جبهه شرقی نیز از این دالان، با دو پله می‌باشد. ورودی دیگری نیز از ضلع جنوبی حیاط، بعدها ایجاد شده‌است.
طبقه همکف ساختمان اصلی شمالی، از طریق یک راه پله مرکزی
دو طرفه دسترسی دارد، که به واسطه یک راهرو به شش اتاق می‌رسد. طبقه زیرین این قسمت، دارای پوشش طاقی است و از چندین فضای تودرتوی سردابه مانند، تشکیل یافته‌است. در ضلع جنوبی زیرزمین، یک آب انبار و در قسمت شرقی آن، یک حوضخانه با پوشش طاقی و تزیینات آجری رنگارنگ قرار گرفته‌است. این ساختمان، دارای نما و تزیینات آجری است. این بنا، اکنون در حال مرمت است و از طبقه همکف آن به عنوان مهد قرآن استفاده می‌شود.